# Flavan-4-ol

Formule développée du groupe flavan-4-ol

Le groupe flavan-4-ol est un motif retrouvé dans divers composés, classés parmi les flavonoïdes. Il est basé sur le motif 3,4-dihydro-2-phényl-2H-1-benzopyrane (ou flavane). Sur ce motif, l'hétérocycle ne comporte pas de double liaison mais porte un groupe hydroxyle au niveau du  carbone 4 de la molécule.
Les composés à base de ce motif sont appelés flavan-4-ols et forment une famille de flavonoïdes.